# Parafia św. Józefa w Tarnogórze
Parafia św. Józefa w Tarnogórze – parafia Kościoła Polskokatolickiego w RP, położona w dekanacie zamojskim diecezji warszawskiej. Proboszcz parafii ks. mgr Krzysztof Fudala mieszka w Maciejowie Nowym. Msze św. sprawowane są według ogłoszeń duszpasterza.

## Historia
Historia parafii rozpoczęła się w 1926 roku, gdy na miejscowym rynku ks. Władysław Faron odprawił pierwszą Mszę św. Bezpośrednim powodem zainteresowania mieszkańców Kościołem Narodowym było niezadowolenie wiernych z powodu "niegodnego traktowania" ich przez rzymskiego proboszcza. Początkowo nabożeństwa odprawiano w domach prywatnych, później znalazła się kaplica. Po miesiącu ks. Faron przywiózł do Tarnogóry neoprezbitera ks. Józefa Naumiuka, któremu w ciągu jednego roku - 1927 - policja wytoczyła czterdzieści procesów karnych zakończonych aresztem. Jeszcze w listopadzie 1926 roku parafię wizytował organizator Polskiego Narodowego Kościoła Katolickiego, biskup Franciszek Hodur gromadząc ok. 10 tysięcy wyznawców.